# 日産ディーゼル・R/RA

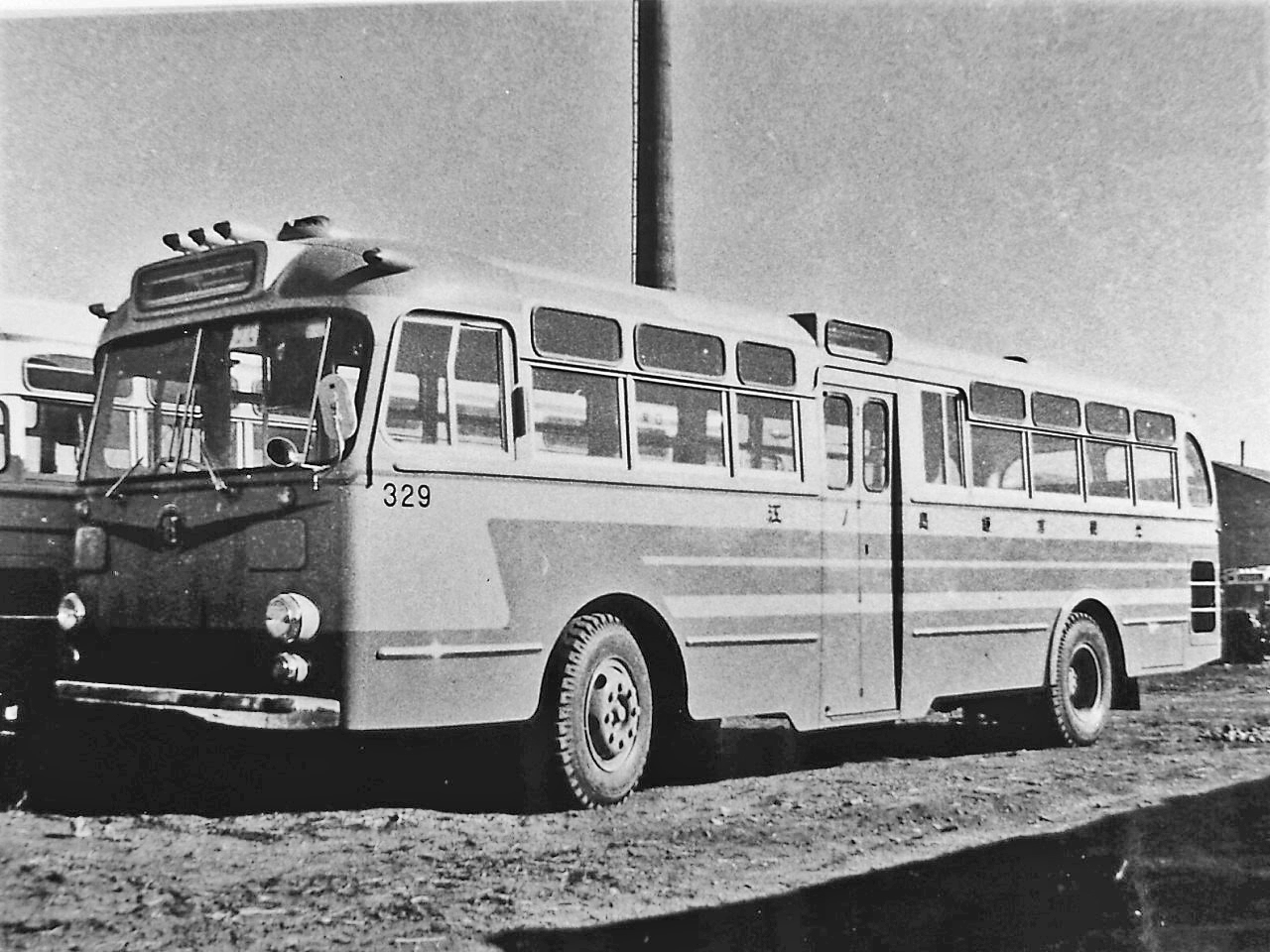
4R103 1962年式
江ノ島鎌倉観光

日産ディーゼル・R/RA（にっさんディーゼル・R/RA）は、民生デイゼル工業・日産ディーゼル工業（現：UDトラックス）が製造・販売していた大型路線/観光・自家用バスである。
1973年（昭和48年）に日産ディーゼル・U/UAへとモデルチェンジし、生産を終了した。

## 前史
民生デイゼル工業のリアエンジンバスは、1950年（昭和25年）発売のKD3型2サイクルディーゼルエンジン搭載の「コンドル」BR30/31/32型（翌年にそれぞれBR311/324/341・344へ改称）と、KD2型エンジンを搭載した「コンドルジュニア」BR20/21型から始まった。これらは富士自動車工業製のフレームレスモノコック車体で、ドライブトレインは横置きエンジン+アングルドライブである。
1955年（昭和30年）、エンジンを上下対向ピストン式のKD型から頭上弁を持つユニフロー掃気式のUD型へ変更したRF/RN系「コンドル」（Rはリアエンジン、Fは富士重工、Nは西日本車体工業の略号）と、新日国工業製フレーム付き車体を架装するRS系「イーグル」（Sは新日国の略号）を発表した。また、フレーム付リアエンジンバスRX系（Xは車体架装メーカー未指定の略号）を追加した。
1957年（昭和32年）、エアサスペンション仕様のRFA/RXA系を追加してラインナップの充実を図った。
1958年（昭和33年）、RS系「イーグル」の生産を終了した。

## シリーズの概要

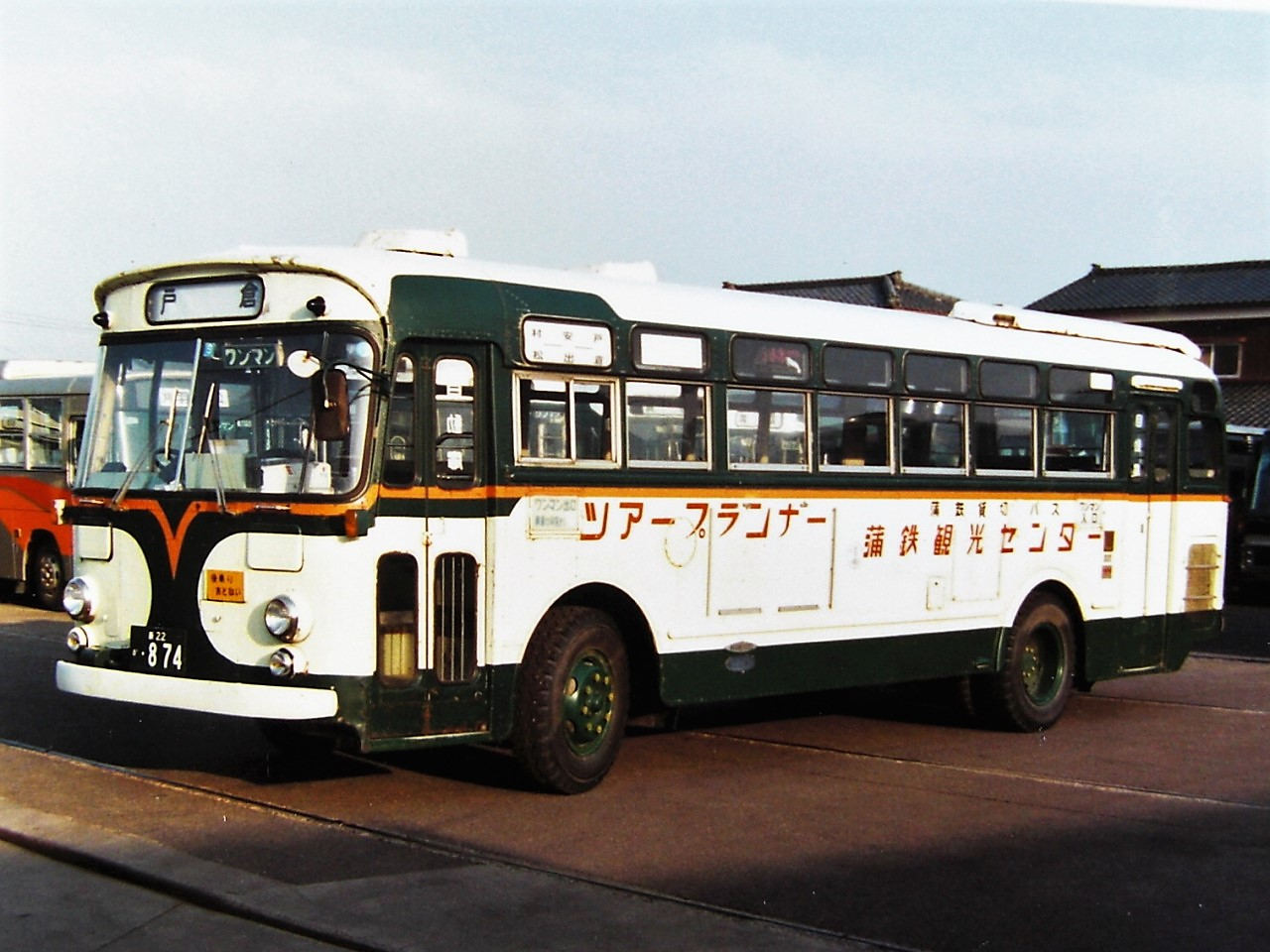
4R94 1966年式
蒲原鉄道

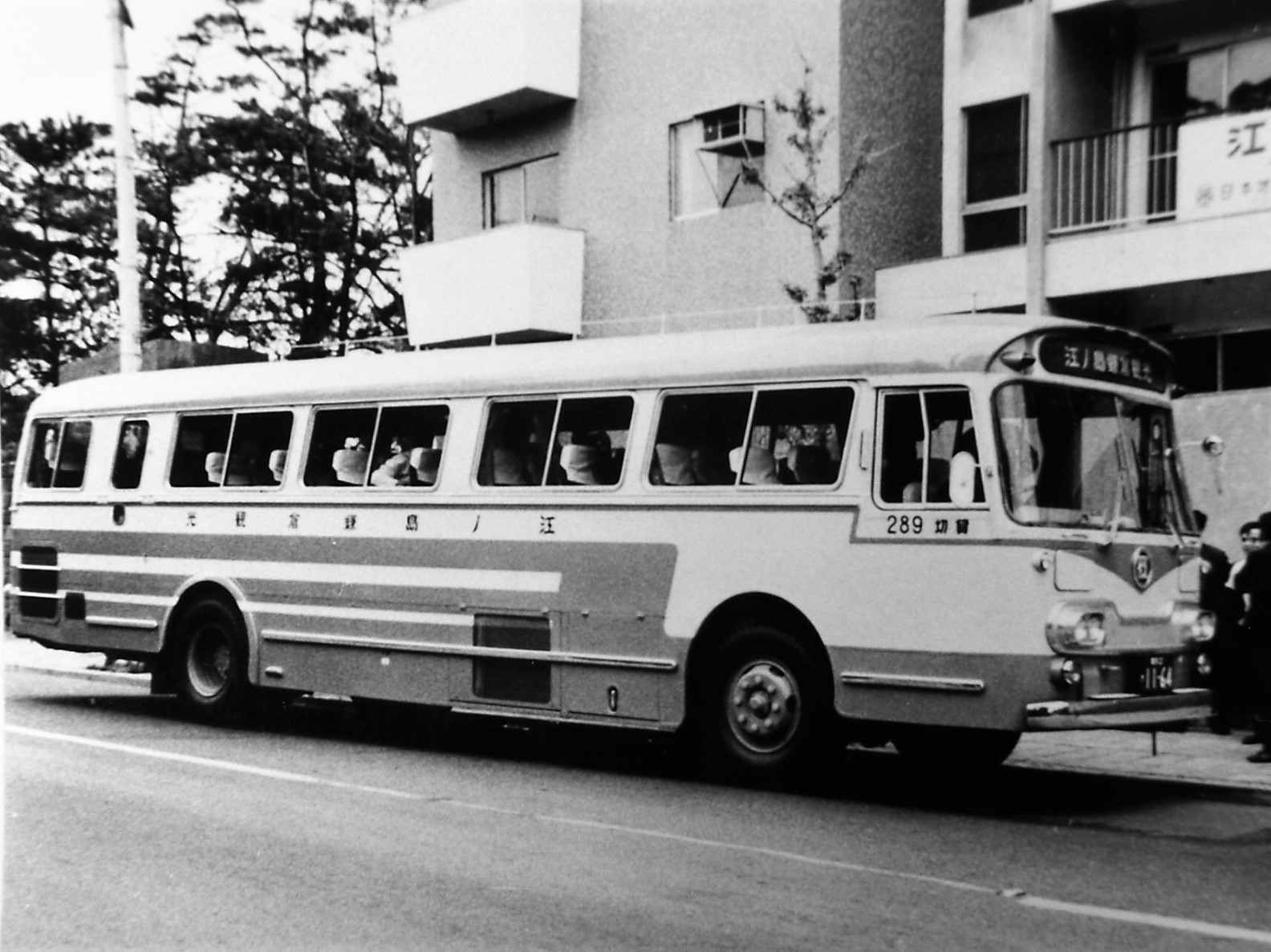
5RA110 1967年式
江ノ島鎌倉観光

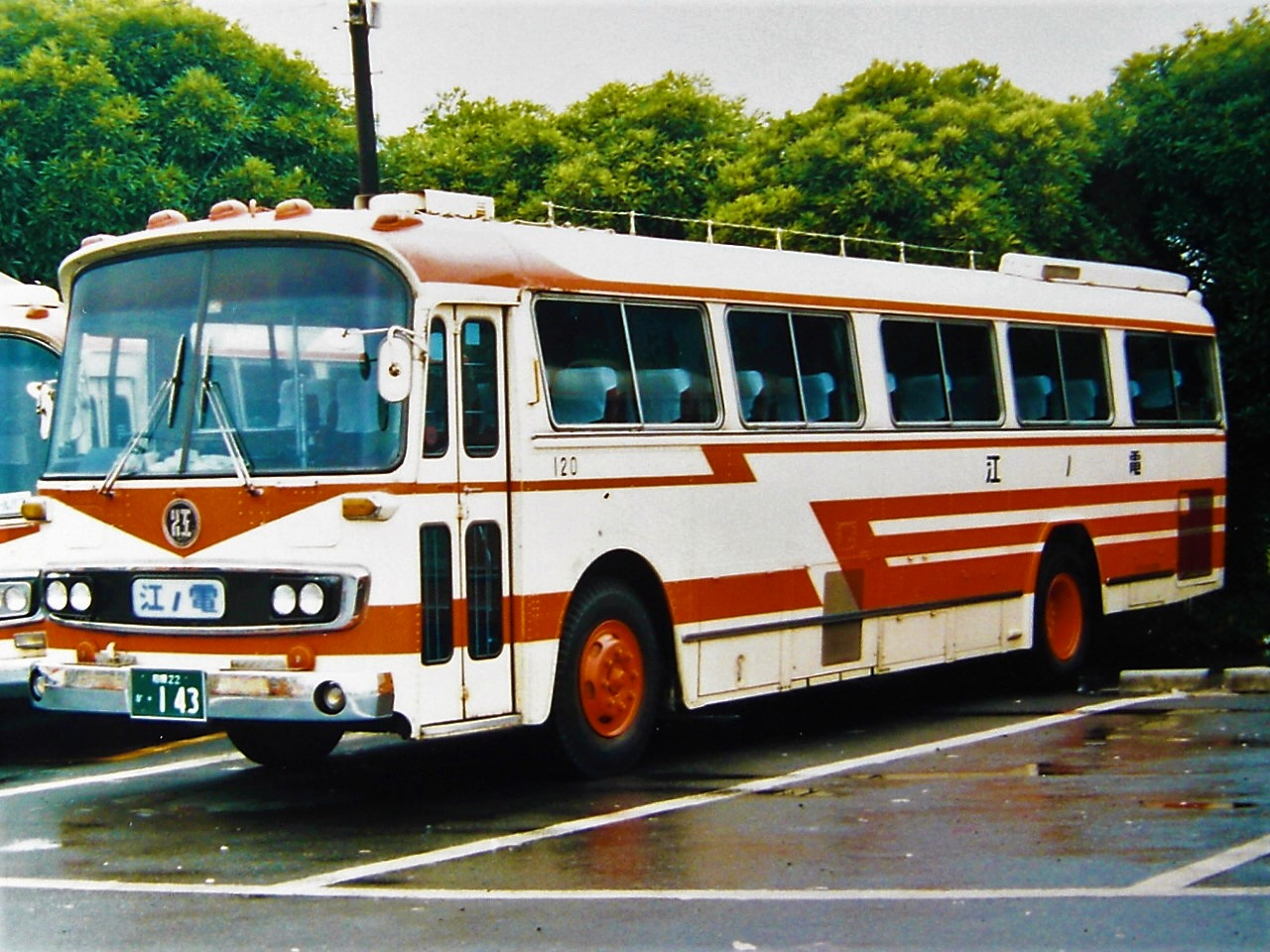
6RA111 1971年式
江ノ島鎌倉観光

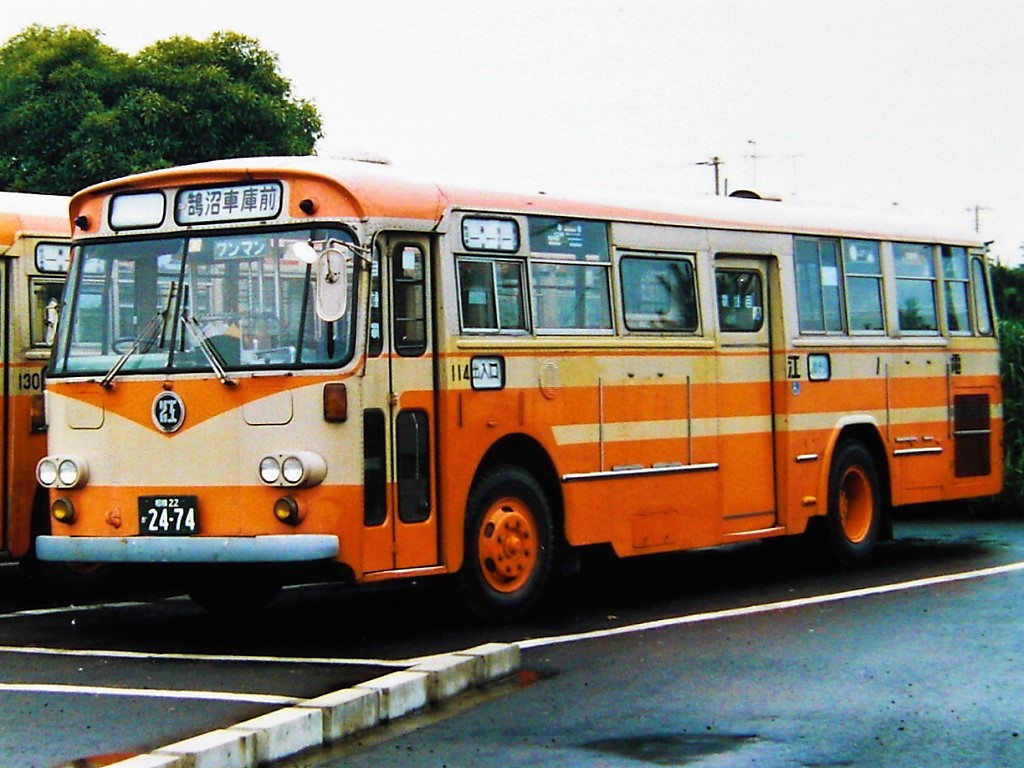
PR95 市販1号車 1970年式
江ノ島電鉄

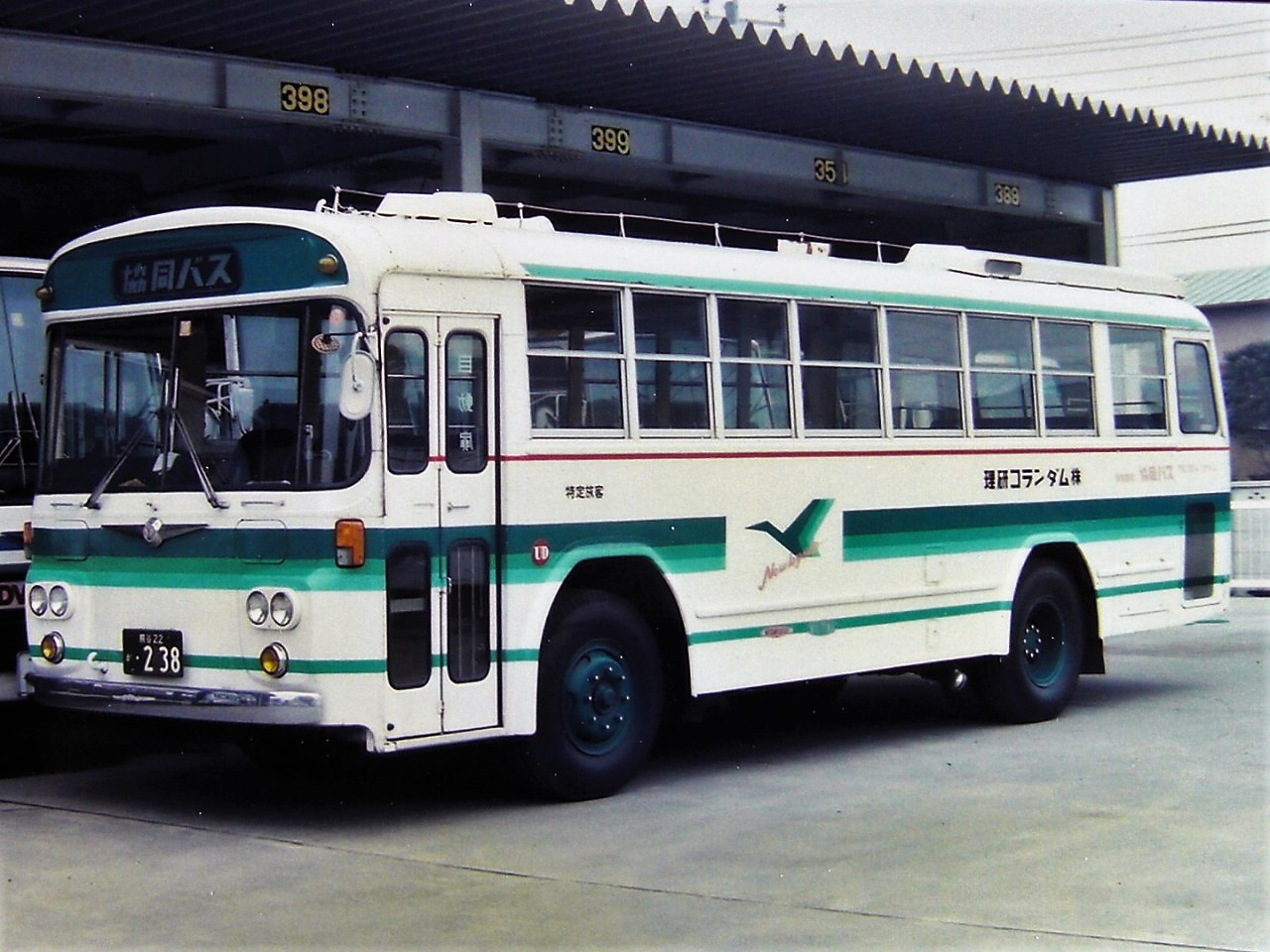
4R82 1974年式
協同バス 理研コランダム特定車
銘板の表示は昭和49年5月製となっており、本系列最末期製造車である（1986年撮影）。

### 歴史
- 1960年（昭和35年） 民生デイゼル工業から日産ディーゼル工業へ商号を変更。従来のRF系フレームレスリヤエンジンバス（直列4気筒5リッター2サイクル UD4エンジン・165 ps搭載）を、4R系と改称。
- 1963年（昭和38年） 高出力観光用の6RF系（直列6気筒7.4リッター2サイクルUD6エンジン・230 ps搭載）を6R系に変更して発売。
- 1966年（昭和41年） 新開発の直列5気筒6.2リッター2サイクル UD5エンジン・200 psを搭載した5R(A)系を追加発売。
- 1969年（昭和44年） V型8気筒9.9リッター2サイクル UDV8Nエンジン・340 ps搭載の国鉄専用型式V8RA120登場。
- 1970年（昭和45年） 車種体系の見直しと共に、同社初の4サイクル直列6気筒10リッターエンジン PD6・185 psを搭載したPR(A)系を追加発売。フレーム付きリアエンジンバスのRX系はこの年まで並行生産された。

### バリエーション
発売年次別に列記する。
型式のうち、エアサスペンション仕様車は、Rの後にAが付き、4RA、6RAなどとなる。また、末尾の数字はホイールベース（WBと略）とフロントオーバーハング寸法（中扉車は短く前扉車は長い）の区別である。
- 1960年（昭和35年）
  - 4R(A)92（WB 4.65 m）、4R(A)93（WB 4.85 m）、4R(A)103（WB 5.3 m）
- 1963年（昭和38年）
  - 6R(A)110（WB 5.5 m）
- 1964年（昭和39年）
  - 4R110（WB 5.5 m）
- 1965年（昭和40年）
  - 4R(A)82（WB 4.3 m）、4R(A)94（WB 4.75 m）、4R(A)104（WB 5.4 m） 〈4R(A)92、93、103は廃止〉
- 1966年（昭和41年）
  - 5R(A)94（WB 4.75 m）、5R(A)104（WB 5.4 m）、5R(A)110（WB 5.5 m）
- 1969年（昭和44年）
  - V8RA120（WB 6.45 m）
- 1970年（昭和45年）
  - 4R(A)82（WB 4.3 m）、4R(A)95（WB 4.85 m）、4R(A)105（WB 5.25 m）、4R(A)106（WB 5.45 m）、4R(A)111（WB 5.65 m）
  - 5R(A)95、5R(A)105、5R(A)106、5R(A)111
  - 6R(A)107（WB 5.45 m）、6R(A)111
  - PR(A)95、PR(A)105、PR(A)106、PR(A)111

1973年（昭和48年）に生産終了。ただし、協同バスの4R82、九十九里鉄道の4R105など、製造銘板が昭和49年製の表記となっている例が数例存在する。

## 車体

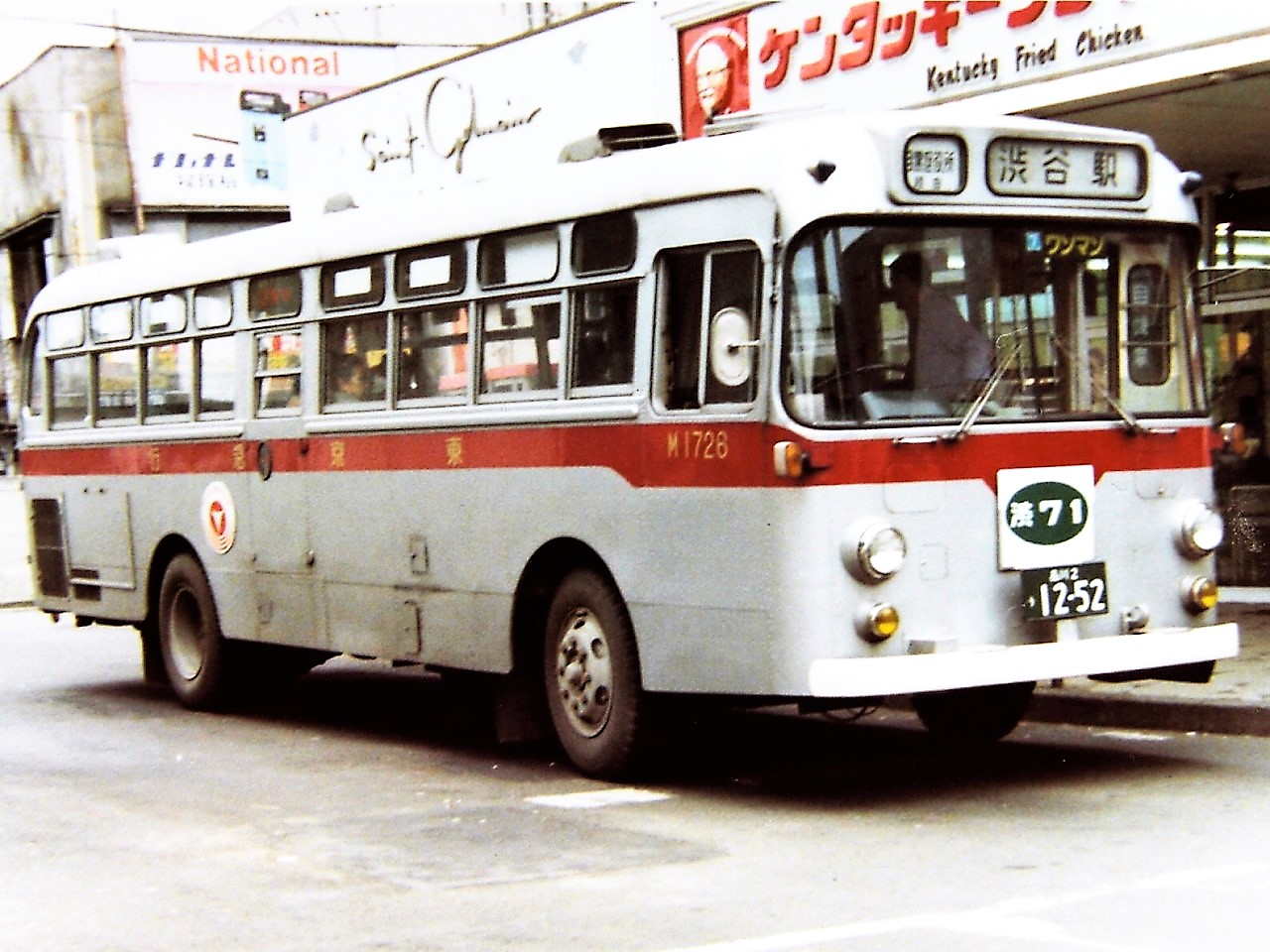
金産製車体の例
4R94 1968年式
東京急行電鉄

- 標準車体 - 富士重工業製
- 準標準車体
  - 東日本 - 北村製作所製
  - 西日本 - 西日本車体工業製
- ごく一部 - 金産自動車工業製

## 後継車
- 4R/PR系 → U20系（路線系）
- 5R系 → U30系（路線系）
- 6R系 → RA系（観光・高速系）
- V8RA120 → RA60S（国鉄専用型式）